# Felix Manz
Felix Man(t)z, född cirka 1498, död 5 januari 1527, var en schweizisk anabaptistisk ledare som dödades av andra protestanter..
Felix Manz föddes som oäkta son till en kanik i Zürich och växte upp och studerade i denna stad. När Ulrich Zwingli kom dit som präst 1519 anslöt sig Manz till dennes reformatoriska uppfattningar. Men Manz och hans vänner Conrad Grebel och Georg Blaurock förespråkade en mer radikal reformation, med åtskillnad mellan stat och kyrka och praktiserande av troendedop som bärande punkter.
Efter en offentlig disputation med Zwingli dömdes Manz till döden och dränktes i floden Lammat.